# Kamen am Ob
Kamen am Ob (russisch Камень-на-Оби/ Kamen-na-Obi) ist eine Stadt in der Region Altai im südlichen Westsibirien (Russland) mit 43.888 Einwohnern (Stand 14. Oktober 2010).

## Geografie
Die Stadt liegt etwa 200 km nordwestlich der Regionshauptstadt Barnaul am linken Ufer des Ob. Westlich der Stadt erstrecken sich die Steppen des südwestlichen Teils des Westsibirischen Tieflandes (Kulundasteppe). Von Nordwesten erreichen Ausläufer des Salairrückens die Stadt und den Ob, welcher sich hier nach Norden wendet und die Ausläufer durchbricht. Die im Bereich des Flusses deshalb zutage tretenden Gesteine gaben der Stadt den Namen (russisch kamen für Stein bzw. auch Felsen).
Die Stadt Kamen am Ob ist der Region administrativ direkt unterstellt und zugleich Verwaltungszentrum des Rajons Kamen.
Bei Kamen überquert die Eisenbahnstrecke Omsk – Karassuk – Nowoaltaisk (– Barnaul), auch Mittelsibirische Eisenbahn genannt, den Ob. Es gibt einen Flusshafen. Am südöstlichen Stadtrand beginnt der Kulunda-Magistralkanal.

## Geschichte
Das Dorf Kamen entstand 1751 (nach anderen Angaben bereits 1670) und entwickelte sich bis Ende des 19. Jahrhunderts zu einem der besonders für den Getreidehandel wichtigsten Dörfer des damaligen Ujesds (Kreises) Barnaul des Gouvernements Tomsk.
1915 (nach anderen Angaben erst 1925) wurde dem Ort der Stadtstatus verliehen. Seit 1933 ist der Zusatz am Ob (-na-Obi) offizieller Bestandteil des Ortsnamens.
Nach dem Zweiten Weltkrieg wurde die Stadt weiter als Zentrum eines wichtigen Landwirtschaftsgebietes ausgebaut. In der Mitte der 1960er Jahre erhielt Kamen Eisenbahnanschluss. Zwischen 1973 und 1983 wurde der hier beginnende Kulunda-Magistralkanal zur Bewässerung der Steppen westlich des Ob errichtet, 1979 das größte Getreidesilo der Sowjetunion jenseits des Ural.

### Bevölkerungsentwicklung
| Jahr | Einwohner |
| ---- | --------- |
| 1926 | 22.982    |
| 1939 | 24.987    |
| 1959 | 30.135    |
| 1970 | 35.604    |
| 1979 | 40.018    |
| 1989 | 42.483    |
| 2002 | 44.375    |
| 2010 | 43.888    |

Anmerkung: Volkszählungsdaten

## Kultur und Sehenswürdigkeiten
Die Hauptsehenswürdigkeiten der Stadt gruppieren sich entlang der etwa drei Kilometer langen heutigen Leninstraße, welche von ehemaligen Markt- oder Basarplatz zum Flusshafen am Ob führt.
Auf einer Anhöhe liegt hier die Kirche zur Erscheinung des Herrn (russ. церковь Богоявления Господня/ zerkow Bogojawlenija Gospodnja, oder kurz Богоявленский храм/ Bogojawlenski chram). Die Kirche im Pseudorussischen Stil wurde 1902 geweiht, seit den 1930er Jahren als Spirituosenfabrik genutzt und stark in Mitleidenschaft gezogen, aber nach 1990 wieder an die Russisch-Orthodoxe Kirche zurückgegeben. Zurzeit wird sie restauriert.
Erhalten ist auch eine Reihe von gegen Ende des 19., Anfang des 20. Jahrhunderts errichteten Wohngebäuden. Dazu zählen die ehemaligen Wohnhäuser der Kaufleute Chomutow, Winokurow (dort befindet sich heute das 1920 gegründete Heimatmuseum), Pudowkin und Sorin.
Ein 1930 von Weltraumpionier Juri Kondratjuk konstruiertes und ohne Verwendung von Nägeln errichtetes Getreidesilo, genannt Mastodon (russ. Mastodont, nach dem gleichnamigen ausgestorbenen Rüsseltier), soll mit 13.000 Tonnen Fassungsvermögen das größte hölzerne Getreidesilo der Welt gewesen sein, wurde jedoch nach einem Brand Mitte der 1990er Jahre mittlerweile abgerissen.
Entlang dem Ob führt eine Uferpromenade, die in einem Stadtpark endet.

## Wirtschaft
Wichtigster Wirtschaftszweig ist die Lebensmittelindustrie (Fleisch und Geflügel, Milcherzeugnisse, Spirituosen, Fisch, Backwaren), daneben Möbel- und Textilindustrie sowie Bauwirtschaft.

## Söhne und Töchter der Stadt
- Iwan Pyrjew (1901–1968), Filmregisseur
- Anatoli Nefedjew (1910–1976), Astronom